# Amaranthus viridis
Espèce
Amaranthus viridis, l'amarante verte, est une espèce de plantes dicotylédones de la famille des Amaranthaceae (sous-genre : Albersia), originaire des régions tropicales.
L'amarante verte est une plante adventice (communément appelée « mauvaise herbe »), très communes dans les régions tropicales, notamment dans les cultures de riz. Les feuilles de cette plante sont parfois consommées comme légume-feuille (ou brèdes) ou données aux animaux domestiques comme fourrage.

## Taxinomie

### Noms vernaculaires
- Amarante verte, amarante grêle[3], pariétaire, brède pariétaire, paillatère[4].

### Synonymes
Selon Catalogue of Life (1er juin 2016) et The Plant List (1er juin 2016) :
- Albersia caudata (Jacq.) Boiss.,
- Albersia gracilis (Desf.) Webb & Berthel.,
- Amaranthus acutilobus Uline & W.L.Bray,
- Amaranthus gracilis Desf. ex Poir.,
- Amaranthus littoralis Bernh. ex Moq.,
- Amaranthus polystachyus Buch.-Ham. ex Wall.,
- Chenopodium caudatum Jacq[6].
- Euxolus caudatus var. maximus Moq[6].,
- Euxolus viridis L. Moq. (basionyme)[6]
- Galliaria adscendens Bubani,
- Glomeraria viridis (L.) Cav.,
- Pyxidium viride (L.) Moq.

## Description

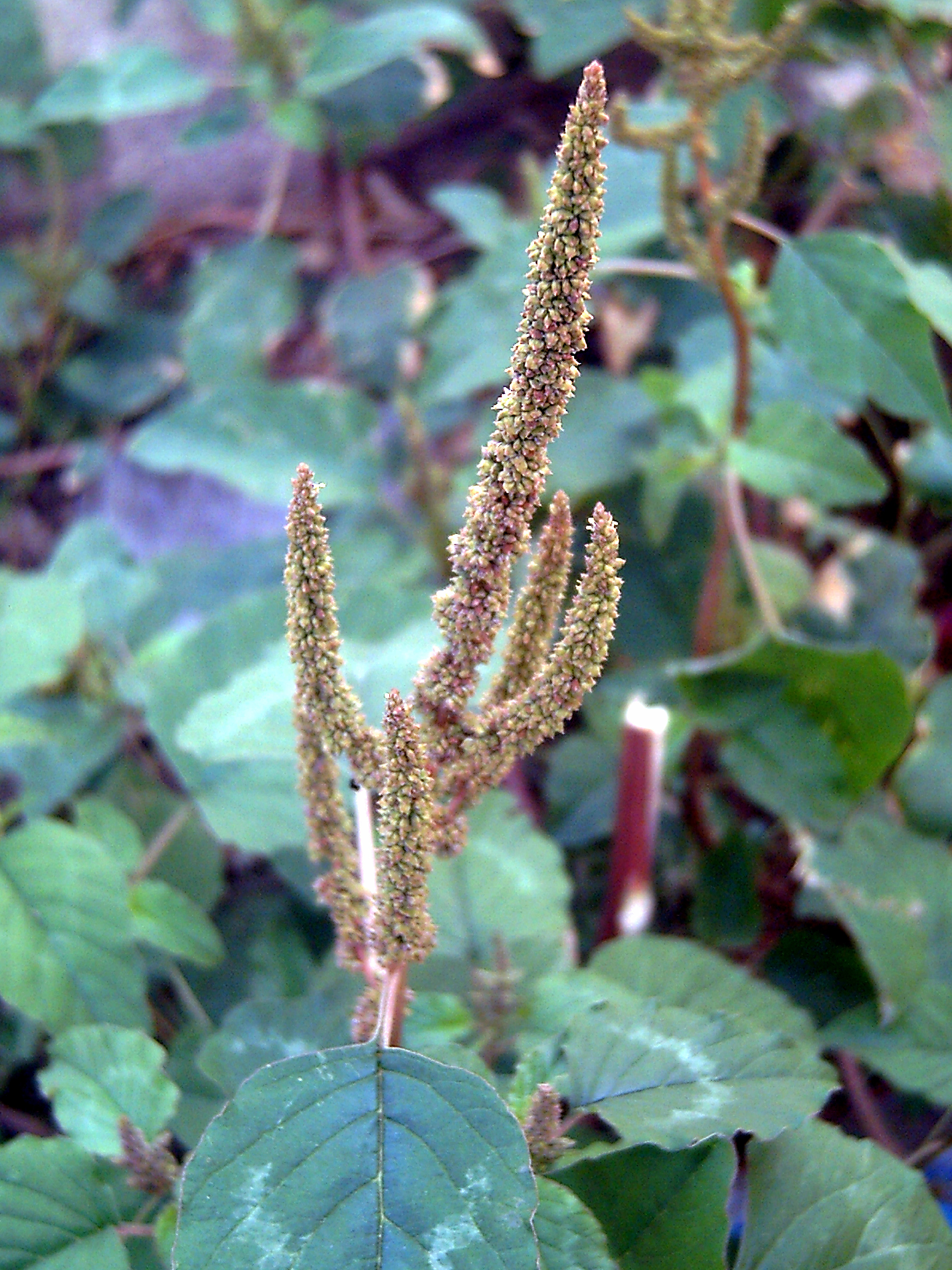
Inflorescence.

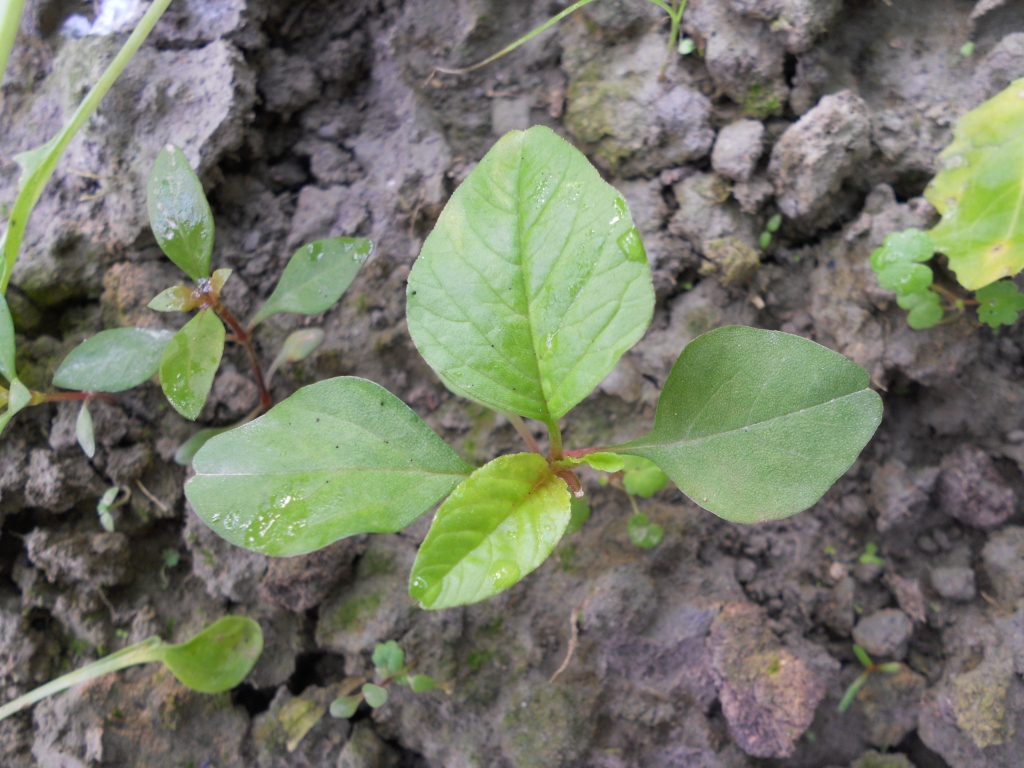
Plantule.

Amaranthus viridis est une plante herbacée annuelle, parfois pérenne pendant quelques années dans les régions tropicales et subtropicales, à port généralement dressé ou ascendant, pouvant atteindre 75 à 80 cm (parfois 1 m) de haut. Les tiges vertes, souvent rougeâtres, à section angulaire, sont minces, ramifiées, glabres à pubescentes (pubescentes généralement dans la partie supérieure).
Les feuilles simples, alternes, glabres ou pubescentes sur les nervures de la face inférieure, ont un pétiole relativement long (10 cm environ), parfois plus long que le limbe, et un limbe de forme ovale à rhomboïde-oblongue, de 2 à 8 cm de long sur 1,5 à 6 cm de large, à l'apex arrondi, légèrement mucroné.
Les inflorescences, relativement denses, sont constituées d'épis minces pouvant atteindre 12 cm de long regroupés en panicules terminales ou axillaires.
Les fleurs, minuscules, sont pollinisées par le vent. De couleur verte souvent teintée de rouge, elles sont unisexuées (plante monoïque), mâles (fleurs staminées) ou femelles (fleurs pistillées), ces dernières étant plus nombreuses.
Le périanthe est formé de trois tépales oblongs d'environ 1,5 mm de long, .
Les fleurs mâles, souvent à l'extrémité des inflorescences, presque inaperçues, ont trois étamines. Les fleurs femelles ont un ovaire supère, uniloculaire, surmonté de 2 ou 3 stigmates courts. Les bractées des fleurs femelles, ovales à lancéolées, sont plus courtes que les tépales.
Les fruits sont des capsules indéhiscentes presque globuleuses, d’environ 1,25 à 1,75 mm de diamètre, contenant une seule graine.
Ces fruits sont fortement ridés, caractère qui permet de distinguer cette espèce d'Amaranthus blitum aux fruits ellipsoïdes généralement lisses ou peu ridés,.
Les graines arrondies, légèrement comprimées, brillantes, de couleur brune à noire à la bordure plus claire, ont un diamètre de 1 à 1,25 mm.
La plantule à germination épigée montre des cotylédons lancéolés d’environ 12 mm de long.
Amaranthus viridis peut être confondue avec des espèces voisines, en particulier Amaranthus blitum L. et Amaranthus deflexus L.

## Distribution et habitat
Amaranthus viridis a une aire de répartition cosmopolite, limitée toutefois aux régions tropicales subtropicales et tempérées chaudes. L'espèce serait originaire d'Asie orientale ou d'Amérique du Sud.
L'amarante verte se rencontre dans les friches ouvertes et dans les terres cultivées. C'est une espèce qui préfère les sols bien drainés et riches en matière organique et en azote.

## Biologie
Amaranthus viridis  est une plante herbacée annuelle qui se propage par les graines.
Dans les régions de climats chauds, tropicaux et subtropicaux, la plante fleurit toute l'année.
C'est une espèce à photosynthèse en C4, qui pousse mieux avec une exposition au soleil d'intensité moyenne.

### Ennemis naturels
Amaranthus viridis a de nombreux ennemis naturels, qui toutefois ne sont pas spécifiques de l'espèce, et de ce fait difficiles à utiliser en lutte biologique.
C'est le cas par exemple d' Hypolixus trunculatus (coléoptère, Cucurlionidae), dont les larves (charançons) creusent des galeries dans les tiges et forment des galles, signalé au Pakistan, en Inde et en Thaïlande sur diverses espèces d'amarantes, ou de Spoladea recurvalis, synonyme : Hymenia recurvalis, ou pyrale de la betterave (lépidoptère, Crambidae) dont les chenilles peuvent défolier complètement les plantes en cas d'infestation importante.